# 황갈색둥근잎박쥐
황갈색둥근잎박쥐(Hipposideros fulvus)는 잎코박쥐과에 속하는 박쥐의 일종이다. 아프가니스탄과 방글라데시, 캄보디아, 중국, 인도, 라오스, 미얀마, 파키스탄, 스리랑카, 태국에서 발견되며, 베트남에서도 서식하는 것으로 추정된다.

## 특징
머리부터 몸까지 길이는 6~7cm, 전완장은 4cm, 날개 폭은 22~24cm이다. 귀는 아주 크고 끝이 둥글고 넓다. 털은 흐릿한 노랑과 연란 회색, 흐릿한 갈색과 황금빛 오렌지색 등을 띤다. 보통 등 쪽 털은 연한 회색이다. 털 바탕은 끝 보다 연하다. 배 쪽은 더 희미한 색을 띤다.